# Четвёртое сражение при Чаталдже

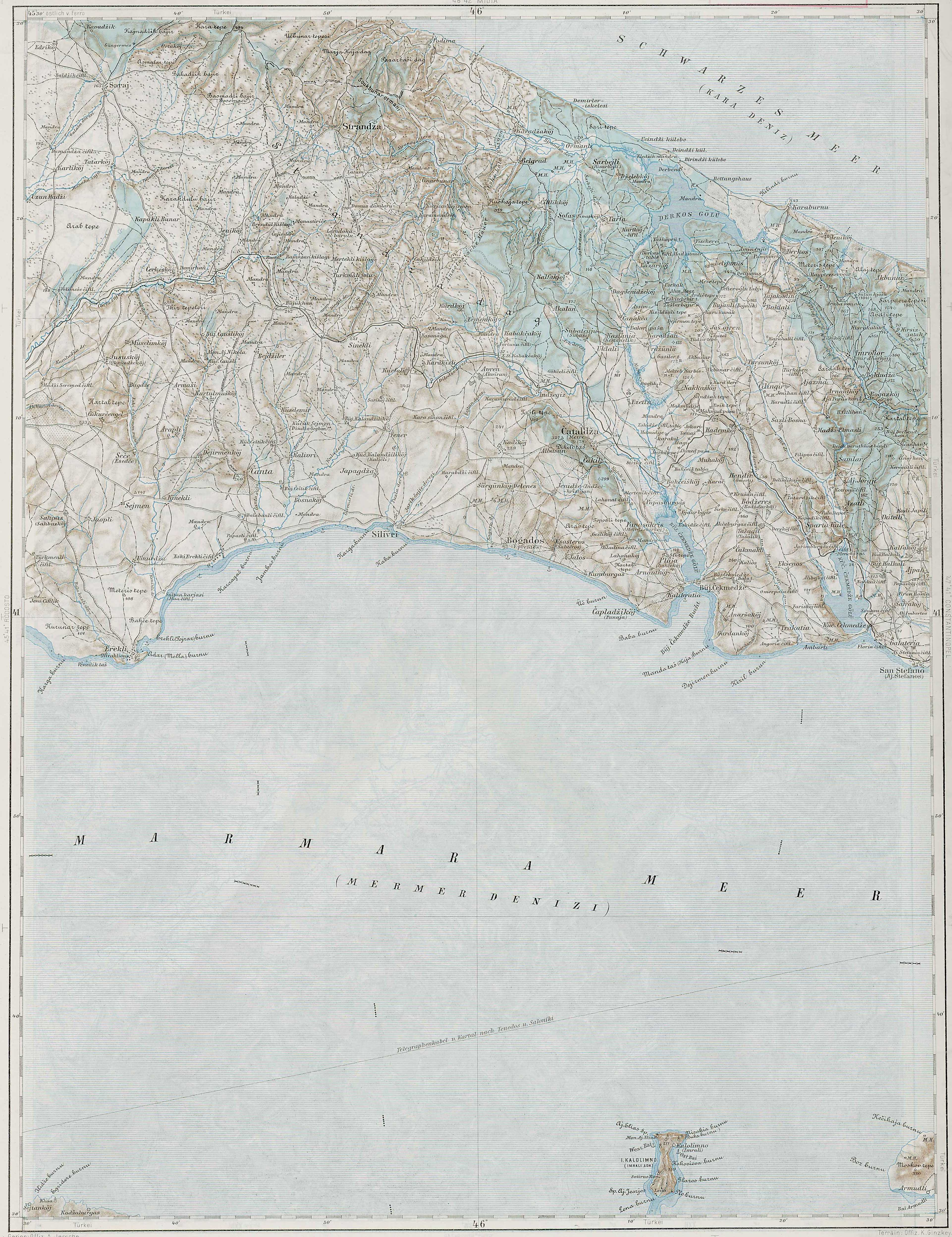
ТВД на австрийской военной карте

Четвёртое сражение при Чаталдже — проходило 24—31 марта 1913 года (11—18 марта по старому стилю) и было последним крупным сражением на болгаро-османском фронте в ходе Первой Балканской войны.
Бои развернулись перед Чаталджанской укреплённой позицией турецких войск, где в ноябре 1912 года было остановлено болгарское наступление на Константинополь. Зимой 1912—1913 годов в районе велась позиционная война. В феврале — марте объединённые 1-я и 3-я армии (под командованием генерала Кутинчева) отразили два наступления османской Чаталджинской армии и предотвратили деблокаду осажденного Адрианополя.
24 марта 1913 года — одновременно со штурмом крепости Ардианополь — болгары перешли в наступление, чтобы отвоевать уступленные в феврале передовые позиции. Атаку вели авангарды 1-й и 9-й пехотных дивизий под общим командованием генерала Стефана Тошева. 1-я дивизия захватила Эпиватос, Ингекой и высоты непосредственно западнее Чаталджи, по обеим сторонам дороги Албасан — Чаталия. 2-я бригада 9-й дивизии форсировала реку Софас, овладела Еникёйскими высотами, но встретила упорное сопротивление у Чаталтепе, который пал после чередования атак и контратак. После этого турки отошли к своим укреплениям, вновь оставив город Чаталджа. К 26 марта османы были отброшены за реку Карасу. Успеху болгар во многом способствовало то, что их артиллерия была вне досягаемости обстрела тяжелых турецких орудий.
28 марта, после непродолжительного затишья, 1-я дивизия атаковала турецкий плацдарм у залива Бююкчекмедже (Мраморное море). Ночной атакой болгарскому 37-му полку удалось захватить часть османских позиций у Арнауткёй, но продвижение соседних частей было остановлено у Фанасакриса. Оказавшись без достаточной артиллерийской поддержки, полк попал под интенсивный огонь противника с трех сторон (в том числе с моря) и 29-го был вынужден отступить, потеряв почти четверть своего состава.
Одержав победу при Арнауткёе, османы перешли в контрнаступление в район Кумбургаза (30 — 31 марта), но после введения болгарами в бой из резерва частей 6-й дивизии, в результате двухдневных боёв были остановлены, понеся большие потери, на линии низовья реки Карасу — Лахонат — Ялос — берег Мраморного моря. Потери с болгарской стороны насчитывали 300 убитых, 2100 раненых, 270 пропавших без вести, турки оставили на поле боя 2006 трупов.

До перемирия, заключенного 14 апреля, вокруг Чаталджи велись лишь небольшие бои.

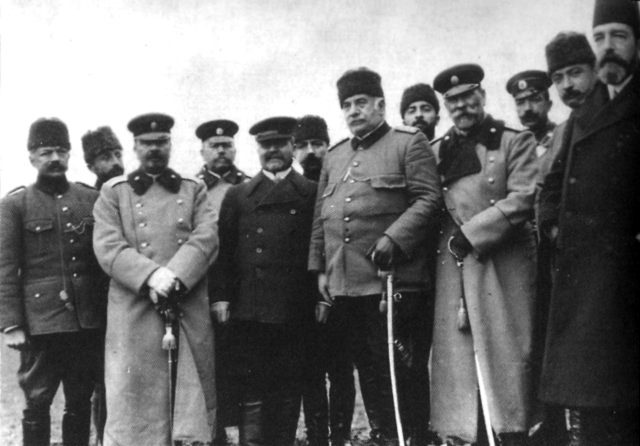
Представители сторон при заключении перемирия